# يوناس دافيد
يوناس ديفيد (بالألمانية: Jonas David) هو لاعب كرة قدم ألماني، ولد في 8 مارس 2000 في ألمانيا. لعب مع نادي هامبورغ.

## وصلات خارجية
- يوناس دافيد على موقع قاعدة بيانات كرة القدم.إي يو (الإنجليزية)
- يوناس دافيد على موقع Soccerway.com (الإنجليزية)
- يوناس دافيد على موقع عالم كرة القدم.نت (الإنجليزية)